# Bologna Football Club 1909 2019-2020
Questa voce raccoglie le informazioni riguardanti il Bologna Football Club 1909 nelle competizioni ufficiali della stagione 2019-2020.

## Stagione

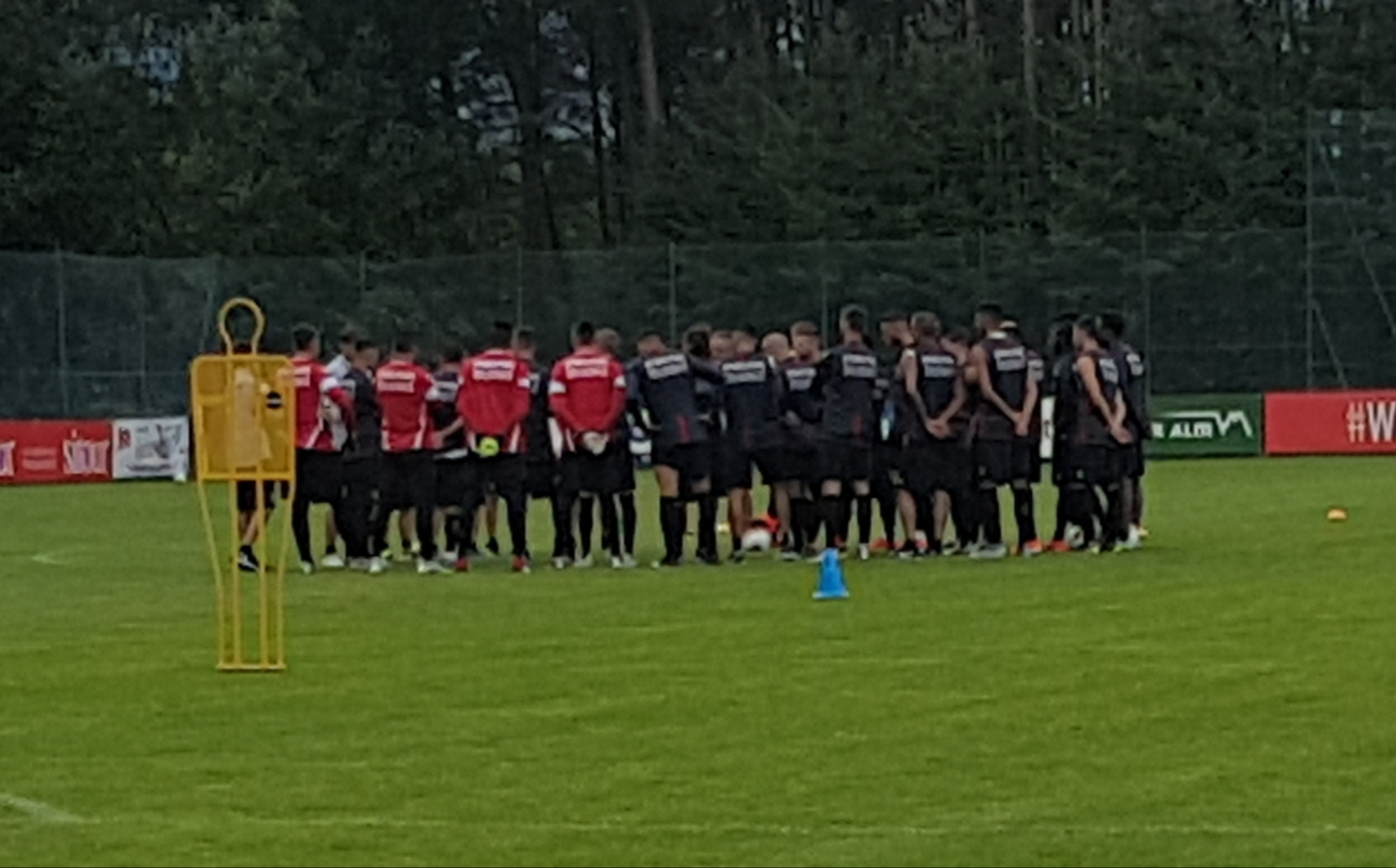
La squadra in raccolta in un allenamento del ritiro estivo a Castelrotto

La stagione 2019-2020 è stata la 73ª in Serie A del Bologna e l'89ª nel torneo di massima serie italiano. La prima conferma giunta dal mercato è la permanenza del tecnico serbo Siniša Mihajlović, che firma un contratto per tre anni. Successivamente, in campo dirigenziale viene presentato Walter Sabatini come coordinatore dell'area tecnica, in parallelo con il Montréal.
Il 13 luglio l'allenatore Mihajlović annuncia di essere ammalato di leucemia. Il serbo il giorno prima non era partito alla volta di Castelrotto con il resto della squadra per il consueto ritiro estivo. Dopo aver superato il primo ciclo di chemioterapia, la prima tranche di cure prevede almeno tre settimane di ricovero. Nel frattempo il ruolo di allenatore e persona delegata al colloquio con i giornalisti o alle conferenze stampa è attribuito al collaboratore Emilio De Leo, mentre il secondo Miroslav Tanjga, a causa delle sue difficoltà nella conoscenza dell'italiano, resta vice allenatore ma assume l'incarico di coordinare le operazioni dello staff tecnico. Ufficialmente il tecnico resta comunque Mihajlović.
L'esordio stagionale ufficiale avviene, come di consueto, in Coppa Italia, allo stadio Arena Garibaldi-Romeo Anconetani — a causa di un'inversione di campo — contro il Pisa neopromosso in Serie B. I petroniani esordiscono bene, vincendo per 3-0. L'esordio in campionato contro il Verona ha già del straordinario nel pre-partita, poiché Siniša Mihajlović, dopo 44 giorni di ricovero, torna a sorpresa a sedere in panchina — in alcuni dei match successivi questo evento si ripeterà —. La partita in terra scaligera termina 1-1. La vittoria nel turno successivo al Mario Rigamonti contro il Brescia (3-4, memorabile per la doppia rimonta, dal 2-0 prima e dal 3-1 poi, e per il saluto della squadra appena tornata da Brescia a Sinisa Mihajlovic, che dalla finestra dell'ospedale dove è di nuovo ricoverato, risponde dalla finestra della camera ai cori dei suoi ragazzi che giù dabbasso lo inneggiano) permette ai Felsinei di accasarsi per una giornata in seconda posizione in classifica. Le gare successive fruttano pochi punti, causati da soli 3 pareggi e ben 6 sconfitte — di cui 3 consecutive —, serie interrotta solo dalla vittoria interna contro la Sampdoria per 2-1. I risultati derivano quasi tutti da sconfitte maturate nel finale di partita, o da mancate vittorie, in molti casi la squadra solamente si avvicina ad un risultato utile: ad esempio le gare contro Juventus, o Inter; al contrario in alcune partite il Bologna si salva nel finale, come in quella con il Parma, pareggiata per 2-2 al 5º minuto di recupero del secondo tempo. Prima della gara contro i Crociati i rossoblù subiscono tre sconfitte consecutive prima di tornare alla vittoria al San Paolo contro il Napoli. Il 4 dicembre il Bologna termina il percorso in Coppa Italia, perdendo per 4-0 in trasferta contro l'Udinese. I Felsinei tornano a vincere una giornata di campionato dopo, con una vittoria per 2-1 sull'Atalanta, quarta forza del campionato, grazie alle reti di Palacio e Poli. Successivamente la squadra si ripete con una vittoria per 3-2 al Stadio Via del mare contro il Lecce.

## Divise e sponsor
Per il diciannovesimo anno consecutivo lo sponsor tecnico per la stagione 2019-2020 è Macron. Il main sponsor è LIU•JO, per il secondo anno consecutivo; il back sponsor, nonché top partner, per il quinto anno consecutivo è Illumia; la novità è lo sleeve sponsor, anch'esso già top partner da parecchi anni, che da quest'anno è Lavoropiù.
La prima maglia si differenzia nettamente da quelle dei decenni precedenti: la principale variazione è l'aumento a cinque pali alternativamente rossi e blu — rispetto ai quattro presenti prima — con il palo blu centrale; la squadra indossava una divisa molto simile nella stagione della conquista del primo scudetto e in varie stagioni degli anni '50. I colori restano praticamente invariati, solamente il rosso è leggermente più chiaro rispetto alla stagione precedente. La novità assoluta per una maglia felsinea è la parte posteriore, che si presenta completamente rossa con i numeri e i nomi di color bianco. Sul retrocollo vi è stampata una patch con il motto della società: WEAREONE — riportato anche sui calzettoni —, che sostituisce LO SQUADRONE CHE TREMARE IL MONDO FA, che resta comunque nell'interno della casacca; il colletto è leggermente a "V". Altra novità sono i pantaloncini completamente a un solo colore, senza inserti; inizialmente presentati come bianchi, successivamente saranno scambiati con quelli da trasferta: quindi blu scuro. I calzettoni sono blu con inserti rossi. La maglia è stata presentata il 2 luglio 2019.
La seconda divisa tende sempre al bianco, con un effetto melange grigio chiaro. Tutti gli inserti, numerazione e nomi sono in blu scuro. Al centro del petto vi è il ritorno alla banda diagonale rossoblù — che tuttora è il tipo di seconda divisa veltra più utilizzato —, unica novità rispetto al passato è l'interruzione mediana per lasciare spazio allo sponsor, tuttavia già utilizzata negli anni precedenti recenti. I calzoncini sono completamente bianchi, anche se inizialmente presentati come blu scuro; i calzettoni sono bianchi con inserti rossoblù. Anche per questa maglia, così come per la prima, la presentazione ufficiale è avvenuta il 2 luglio 2019.
Anche per la terza maglia, congiuntamente alla prima, il riferimento è diretto alla stagione 1924-1925. La casacca è di color verde foresta, leggermente tendente al verde trifoglio. Nelle zone poste verticalmente che nella prima divisa corrisponderebbero ai pali rossi, vi sono indicate delle scritte, di un verde un poco più chiaro, che riportano l'intero palmarès del club. La maglia è completata dagli inserti che sono tutti composti da un verde molto scurito, quasi nero. Il pantaloncini e i calzettoni sono neri, solo quest'ultimi presentano come inserti due piccole strisce verticali della stessa tonalità di verde della maglia. Una variante non preventivata è stata mostrata nella trasferta contro il Lecce: la divisa era composta dalla consueta terza maglia, ma i calzoncini e i calzettoni erano quelli della seconda divisa, ovvero di color bianco.
Nelle prime due le casacche, così per come quelle dei portieri, vi è il logo di silicone, che nelle parti bianche presenta un ologramma tridimensionale su cui è riportato il numero 110, in riferimento al 110º anniversario della fondazione del club petroniano che cadrà il 3 ottobre del 2019. La terza maglia riporta un logo composto dalle scritte BFC 1909 della parte superiore di quello tradizionale; in aggiunta in alto vi è riportata la dicitura 110 ANNI.
I colori delle casacche del portiere vengono rivelati in sede di presentazione di prima e seconda maglia dei giocatori di movimento. Una differenza che contraddistingue le maglie da portiere da quelle dei giocatori è il colletto: sulle prime si presenta come un colletto a V arrotondato.
La prima maglia si presenta di colore grigio tendente al blu, con inserti blu scuro sulle spalle identici a quelli della terza maglia. Sul petto vi è riportato un pattern di un grigio più scuro tendente al celeste di varie strisce orizzontali che viste assieme formano delle "macchie" grigie. I calzoncini e i calzettoni sono dello stesso colore, quest'ultimi che presentano la parte prossima al ginocchio colorata del blu degli inserti. La seconda maglia si presenta invece come totalmente nera ad eccezione del petto, sul quale vi sono riportate macchie simili a quelle di un'uniforme militare di tre tipi diversi di grigi; anche su questa casacca sono presenti gli inserti sulle spalle, nel caso specifico di colore bianco. I calzoncini sono neri, mentre i calzettoni neri con la parte prossima al ginocchio grigia. La terza maglia è pressoché identica in forme ed inserti alla prima, con l'unica differenza nel colore dominante, l'arancione fluorescente. Anche in calzoncini e calzettoni l'unico aspetto a mutare è il colore principale.
L'utilizzo delle maglie si è diviso tra la seconda e la terza, già dal ritiro estivo di Castelrotto. La casacca grigio chiaro nonostante sia stata presentata e venduta come la prima maglia del portiere, è stata utilizzata soltanto in un'occasione — come nella stagione precedente — in tutte le competizioni stagionali: nella trasferta di campionato al Via del Mare contro il Lecce. In qualche occasione il portiere ha indossato una divisa identica alla terza maglia dei calciatori di movimento, costituendo così una sorta di quarta maglia da portiere della stagione.
| Casa | Trasferta | Terza divisa | 1ª portiere | 2ª portiere | 3ª portiere |

## Organigramma societario
- Chairman: Joey Saputo
- Presidente onorario: Giuseppe Gazzoni Frascara †[34]
- Amministratore delegato: Claudio Fenucci
- Consiglio di amministrazione: Joe Marsilii, Anthony Rizza
- Presidente del Collegio Sindacale: Francesco Catenacci
- Collegio Sindacale: Renato Santini, Massimo Tamburini
- Direttore Amministrazione, Finanza e Controllo: Alessandro Gabrieli
- Amministrazione: Annalisa D'Amato, Roberta Dovesi, Jacopo Fornasari, Marika Gagliardi, Antonella Nicolini

Area organizzativa
- Segretario generale: Luca Befani
- Segretario Sportivo: Daniel Maurizi
- Responsabile Segreteria organizzativa: Federica Orlandi
- Segreteria organizzativa: Paolo Mazzitelli
- Ufficio acquisti: Simona Verdecchia Tovoli
- Gestione personale: Daniela Fortini, Giuseppe Maselli
- Responsabile e Delegato sicurezza: Roberto Tassi
- Vice-Delegato sicurezza: Fabrizio Fieni

- Stadium Manager: Mirco Sandoni
- Custode stadio: Maurizio Savi
- Servizi logistici e trasporti: Gianpaolo Benni, Guido Cassanelli
- Magazzinieri: Matteo Campagna, Nicola Capelli, Davide Nicolini
- Lavanderia: Loredana De Luca, Rita Gandolfi, Debora Roncarati

Area comunicazione
- Responsabile: Carlo Caliceti
- Ufficio stampa sportivo: Federico Frassinella
- Ufficio stampa istituzionale: Gloria Gardini
- BFC TV: Claudio Maria Cioffi, Gianluca Ciraolo
- Social Media Officer: Edoardo Collina

Area marketing
- Responsabile: Christoph Winterling
- Sponsorship Sales Manager: Andrea Battacchi
- Sponsorship & Head of Corporate Sales Manager: Enrico Forni
- Head of Merchandising and Licensing: Tommaso Giaretta
- Marketing Manager: Andrea Morando
- Marketing area: Federica Furlan, Chiara Targa
- Kid's area: Angela Diciolla
- Senior & Social Project Area: Clara Simonini
- Responsabile biglietteria: Massimo Gabrielli
- Call center biglietteria: Riccardo Simione
- Biglietteria: Nadia Guidotti
- Centralino: Claudia Magnani, Matteo Molinari

- Coordinatore: Walter Sabatini
- Direttore sportivo: Riccardo Bigon
- Responsabile Scouting: Marco Di Vaio
- Allenatore: Siniša Mihajlović
- Allenatore in seconda: Miroslav Tanjga
- Collaboratori tecnici: Diego Apicella, Renato Baldi, Ferdinando Coppola[35], Emilio De Leo, Diego Raimondi
- Collaboratore psico-motorio: Vincenzo Cantatore[36]
- Preparatore dei portieri: Luca Bucci
- Preparatori atletici: Massimiliano Marchesi, Stefano Pasquali, Nicolò Prandelli
- Match analyst: Davide Lamberti
- Team manager: Tommaso Fini

Area sanitaria
- Responsabile: Gianni Nanni
- Medici sociali: Luca Bini, Giovanbattista Sisca
- Fisioterapisti: Luca Ghelli, Luca Govoni, Carmelo Sposato, Simone Spelorzi

## Rosa
Rosa, ruoli e numerazione aggiornati al 29 luglio 2020.
| N. |                        | Ruolo | Calciatore             |
| -- | ---------------------- | ----- | ---------------------- |
| 1  | Brasile (bandiera)     | P     | Angelo da Costa        |
| 4  | Paesi Bassi (bandiera) | D     | Stefano Denswil        |
| 5  | Cile (bandiera)        | C     | Gary Medel             |
| 6  | Argentina (bandiera)   | D     | Nehuén Paz             |
| 6  | Italia (bandiera)      | D     | Federico Bonini        |
| 7  | Italia (bandiera)      | A     | Riccardo Orsolini      |
| 8  | Argentina (bandiera)   | C     | Nicolás Domínguez      |
| 9  | Paraguay (bandiera)    | A     | Federico Santander     |
| 10 | Italia (bandiera)      | A     | Nicola Sansone         |
| 11 | Rep. Ceca (bandiera)   | C     | Ladislav Krejčí        |
| 13 | Italia (bandiera)      | D     | Mattia Bani            |
| 14 | Giappone (bandiera)    | D     | Takehiro Tomiyasu      |
| 15 | Senegal (bandiera)     | D     | Ibrahima Mbaye         |
| 16 | Italia (bandiera)      | C     | Andrea Poli (capitano) |
| 17 | Danimarca (bandiera)   | A     | Andreas Skov Olsen     |
| 20 | Canada (bandiera)      | P     | Sebastian Breza        |
| 21 | Italia (bandiera)      | C     | Roberto Soriano        |

| N. |                        | Ruolo | Calciatore                      |
| -- | ---------------------- | ----- | ------------------------------- |
| 22 | Italia (bandiera)      | A     | Mattia Destro                   |
| 23 | Brasile (bandiera)     | D     | Danilo                          |
| 24 | Argentina (bandiera)   | A     | Rodrigo Palacio (vice capitano) |
| 25 | Italia (bandiera)      | D     | Gabriele Corbo                  |
| 26 | Gambia (bandiera)      | A     | Musa Juwara                     |
| 28 | Polonia (bandiera)     | P     | Łukasz Skorupski                |
| 29 | Italia (bandiera)      | A     | Gianmarco Cangiano              |
| 30 | Paesi Bassi (bandiera) | C     | Jerdy Schouten                  |
| 31 | Svizzera (bandiera)    | C     | Blerim Džemaili                 |
| 32 | Svezia (bandiera)      | C     | Mattias Svanberg                |
| 34 | Islanda (bandiera)     | C     | Andri Baldursson                |
| 35 | Paesi Bassi (bandiera) | D     | Mitchell Dijks                  |
| 70 | Italia (bandiera)      | C     | Dion Ruffo Luci                 |
| 97 | Senegal (bandiera)     | P     | Fallou Sarr                     |
| 99 | Nigeria (bandiera)     | C     | Kingsley Michael                |
| 99 | Gambia (bandiera)      | A     | Musa Barrow                     |

## Calciomercato

### Sessione estiva(dall'1/7 al 2/9)
I primi giocatori ad essere acquistati sono Nicola Sansone e Roberto Soriano dal Villarreal, già in prestito al Bologna l'anno prima; per Sansone scatta automaticamente l'obbligo di riscatto in caso di salvezza pattuito al momento del prestito, mentre Soriano è riscattato per volontà del club. Contemporaneamente viene applicato l'obbligo di riscatto anche su Danilo dell'Udinese. Poco dopo anche Riccardo Orsolini viene riscattato dalla Juventus, per un corrispettivo di 15 milioni di euro. Il primo nuovo acquisto è il difensore Mattia Bani dal Chievo; successivamente vengono acquistati Jerdy Schouten dall'Excelsior, Stefano Denswil dal Club Bruges e Takehiro Tomiyasu dal Sint-Truiden; sempre dal Chievo viene acquistato il giovane Musa Juwara. Dopo la prima parte di ritiro estivo, viene acquistato Andreas Skov Olsen dal Nordsjælland. Mentre a stagione in corso, vengono comprati Gary Medel e Nicolás Domínguez, rispettivamente da Beşiktaş e Vélez Sarsfield; il secondo sarà poi rigirato in prestito alla squadra di provenienza.

In ottica cessioni Lyanco, Simone Edera e Federico Mattiello tornano rispettivamente al Torino — i primi due — e all'Atalanta dopo un anno di prestito. Sempre parlando di cessioni, Alex Ferrari è riscattato dalla Sampdoria, Emil Krafth dall'Amiens e Felipe Avenatti va a titolo definitivo allo Standard Liegi, dopo il rientro dal prestito al Kortrijk; Filip Helander viene ceduto a titolo definitivo al Rangers, mentre Ádám Nagy parte in direzione Bristol City. Poco dopo Nagy, arriva la cessione più prolifica del mercato petroniano: Erick Pulgar alla Fiorentina. In ottica prestiti Antonio Santurro si accasa nella Sambenedettese, mentre Juan Manuel Valencia approda per un anno al Cesena, assieme al primavera Brignani. Godfred Donsah va al Cercle Bruges con la formula del prestito con diritto di riscatto e Arturo Calabresi passa all'Amiens con la stessa formula, ma un'opzione di controriscatto in aggiunta.
| Acquisti         | Acquisti            | Acquisti        | Acquisti                                        |
| R.               | Nome                | da              | Modalità                                        |
| ---------------- | ------------------- | --------------- | ----------------------------------------------- |
| P                | Fallou Sarr         | Carrarese       | fine prestito                                   |
| D                | Mattia Bani         | Chievo          | definitivo (2,7 milioni €)                      |
| D                | Stefano Denswil     | Club Bruges     | definitivo (6,0 milioni €)                      |
| D                | Takehiro Tomiyasu   | Sint-Truiden    | definitivo (7 milioni € + 2 milioni € di bonus) |
| C                | Kingsley Michael    | Perugia         | fine prestito                                   |
| C                | Gary Medel          | Beşiktaş        | definitivo (1,5 milioni €)                      |
| C                | Jerdy Schouten      | Excelsior       | definitivo (2,15 milioni €)                     |
| A                | Gianmarco Cangiano  | Roma            | definitivo (0,75 milioni €)                     |
| A                | Musa Juwara         | Chievo          | definitivo (0,5 milioni €)                      |
| A                | Andreas Skov Olsen  | Nordsjælland    | definitivo (6 milioni €)                        |
| Altre operazioni |                     |                 |                                                 |
| R.               | Nome                | da              | Modalità                                        |
| P                | Federico Ravaglia   | Südtirol        | fine prestito                                   |
| P                | Lorenzo Bruzzi      | Axys Zola       | fine prestito                                   |
| D                | Emanuele Acampora   | Padova          | definitivo (0,13 milioni €)                     |
| D                | Alessandro Bianconi | Tuttocuoio      | fine prestito                                   |
| D                | Fabrizio Brignani   | Pisa            | fine prestito                                   |
| D                | Danilo              | Udinese         | riscatto cartellino (0,415 milioni €)           |
| D                | Hamza El Kaouakibi  | Pistoiese       | fine prestito                                   |
| D                | Denis Portanova     | Torino          | prestito                                        |
| D                | Giordano Trovade    | Ravenna         | fine prestito                                   |
| C                | Andri Baldursson    | Breiðablik      | riscatto cartellino (0,05 milioni €)            |
| C                | Lorenzo Crisetig    | Benevento       | fine prestito                                   |
| C                | Nicolás Domínguez   | Vélez Sarsfield | definitivo (7,35 milioni €)                     |
| C                | César Falletti      | Palermo         | fine prestito                                   |
| C                | Nicola Ghini        | Ghivizzano      | fine prestito                                   |
| C                | Luca Rizzo          | Carpi           | fine prestito                                   |
| C                | Roberto Soriano     | Villarreal      | riscatto cartellino (8 milioni €)               |
| A                | Felipe Avenatti     | Kortrijk        | fine prestito                                   |
| A                | Lassi Lappalainen   | HJK             | definitivo (0,7 milioni €)                      |
| A                | Riccardo Orsolini   | Juventus        | riscatto cartellino (15 milioni €)              |
| A                | Emiliano Pattarello | Renate          | fine prestito                                   |
| A                | Nicola Sansone      | Villarreal      | riscatto cartellino (8 milioni €)               |
| A                | Aaron Tabacchi      | Imolese         | fine prestito                                   |
| A                | Andrea Vassallo     | Renate          | fine prestito                                   |

| Cessioni         | Cessioni             | Cessioni            | Cessioni                                                        |
| R.               | Nome                 | a                   | Modalità                                                        |
| ---------------- | -------------------- | ------------------- | --------------------------------------------------------------- |
| P                | Antonio Santurro     | Sambenedettese      | prestito                                                        |
| D                | Arturo Calabresi     | Amiens              | prestito con diritto di riscatto e controriscatto (3 milioni €) |
| D                | Filip Helander       | Rangers             | definitivo (3,33 milioni €)                                     |
| D                | Lyanco               | Torino              | fine prestito                                                   |
| D                | Federico Mattiello   | Atalanta            | fine prestito                                                   |
| C                | Godfred Donsah       | Cercle Bruges       | prestito con diritto di riscatto (5 milioni €)                  |
| C                | Kingsley Michael     | Cremonese           | prestito                                                        |
| C                | Ádám Nagy            | Bristol City        | definitivo (2 milioni €)                                        |
| C                | Erick Pulgar         | Fiorentina          | definitivo (10 milioni €)                                       |
| C                | Juan Manuel Valencia | Cesena              | prestito                                                        |
| A                | Simone Edera         | Torino              | fine prestito                                                   |
| A                | Diego Falcinelli     | Perugia             | prestito                                                        |
| Altre operazioni |                      |                     |                                                                 |
| R.               | Nome                 | a                   | Modalità                                                        |
| P                | Mirko Albertazzi     | Vicenza             | riscatto cartellino                                             |
| P                | Lorenzo Bruzzi       | Progresso           | definitivo                                                      |
| P                | Caio Vinicius Piraña | Tamai               | definitivo (0 €)                                                |
| P                | Federico Ravaglia    | Gubbio              | prestito                                                        |
| D                | Alessandro Bianconi  | Como                | prestito                                                        |
| D                | Fabrizio Brignani    | Cesena              | prestito                                                        |
| D                | Tommaso Cassandro    | Novara              | prestito                                                        |
| D                | Sebastien De Maio    | Udinese             | riscatto cartellino (1,5 milioni €)                             |
| D                | Hamza El Kaouakibi   | Piacenza            | prestito                                                        |
| D                | Alex Ferrari         | Sampdoria           | riscatto cartellino (3 milioni €)                               |
| D                | Gianluca Frabotta    | Juventus U23        | definitivo (2,6 milioni)                                        |
| D                | Emil Krafth          | Amiens              | riscatto cartellino (2 milioni €)                               |
| D                | Mattia Marino        | Juventus            | definitivo (0,05 milioni €)                                     |
| D                | Giordano Trovade     | Südtirol            | definitivo (0 €)                                                |
| C                | Lorenzo Colli        | Virtus Castelfranco | definitivo (0 €)                                                |
| C                | Lorenzo Crisetig     |                     | svincolato                                                      |
| C                | Nicolás Domínguez    | Vélez Sarsfield     | prestito semestrale con opzione per un anno                     |
| C                | César Falletti       | Club Tijuana        | prestito con diritto di riscatto (2,5 milioni €)                |
| C                | Nicola Ghini         | Prato               | prestito                                                        |
| C                | Alessio Militari     | Renate              | prestito                                                        |
| C                | Luca Rizzo           | Livorno             | prestito                                                        |
| A                | Felipe Avenatti      | Standard Liegi      | definitivo (3,33 milioni €)                                     |
| A                | Lassi Lappalainen    | Montréal Impact     | prestito semestrale con opzione per un anno e 6 mesi            |
| A                | Emiliano Pattarello  | Arzignano           | prestito                                                        |
| A                | Aaron Tabacchi       |                     | fine carriera                                                   |
| A                | Andrea Vassallo      |                     | svincolato                                                      |

### Sessione invernale(dal 2/1 al 31/1)
Il primo acquisto di questa sessione di mercato è il rientro dal prestito di Nicolás Domínguez — già precedentemente acquistato — dal Vélez Sarsfield. Due settimane dopo viene annunciato il secondo acquisto, Musa Barrow dall'Atalanta, che si accasa a Bologna con la formula del prestito con obbligo di riscatto al febbraio dell'anno successivo. Con la stessa formula viene annunciato l'arrivo di Sebastian Breza dal Potenza. Dal Chievo viene prelevato in maniera definitiva Emanuel Vignato, che tuttavia verrà rigirato in prestito allo stesso club di provenienza.

Oltre alla cessione di Vignato, il Bologna conclude l'accordo col Genoa, che porta Mattia Destro in prestito alla squadra genovese. Viene in seguito annunciata la cessione definitiva del capitano Blerim Džemaili allo Shenzhen. Nell'ultimo giorno di calciomercato, il Bologna ufficializza il passaggio di Nehuén Paz al Lecce in prestito.
| Acquisti         | Acquisti              | Acquisti        | Acquisti                                                   |
| R.               | Nome                  | da              | Modalità                                                   |
| ---------------- | --------------------- | --------------- | ---------------------------------------------------------- |
| P                | Sebastian Breza       | Potenza         | prestito con obbligo di riscatto                           |
| D                | Federico Bonini       | Entella         | prestito con diritto di riscatto                           |
| C                | Nicolás Domínguez     | Vélez Sarsfield | fine prestito                                              |
| A                | Musa Barrow           | Atalanta        | prestito di 18 mesi con obbligo di riscatto (15 milioni €) |
| Altre operazioni |                       |                 |                                                            |
| R.               | Nome                  | da              | Modalità                                                   |
| D                | Hamza El Kaouakibi    | Piacenza        | risoluzione prestito                                       |
| D                | Riccardo Martimbianco | Mestre          | definitivo                                                 |
| C                | Juan Manuel Valencia  | Cesena          | risoluzione prestito                                       |
| A                | Orji Okwonkwo         | Montréal Impact | fine prestito                                              |
| A                | Emanuel Vignato       | Chievo          | definitivo (1,11 milioni €)                                |

| Cessioni         | Cessioni             | Cessioni        | Cessioni                                       |
| R.               | Nome                 | a               | Modalità                                       |
| ---------------- | -------------------- | --------------- | ---------------------------------------------- |
| D                | Nehuén Paz           | Lecce           | prestito con diritto di riscatto (2 milioni €) |
| C                | Blerim Džemaili      | Shenzhen        | definitivo (0 €)                               |
| A                | Mattia Destro        | Genoa           | prestito                                       |
| Altre operazioni |                      |                 |                                                |
| R.               | Nome                 | a               | Modalità                                       |
| D                | Hamza El Kaouakibi   | Pianese         | prestito                                       |
| C                | Saphir Taïder        | Montréal Impact | definitivo (0 €)                               |
| C                | Juan Manuel Valencia | Reggio Audace   | prestito                                       |
| A                | Orji Okwonkwo        | Montréal Impact | prestito con diritto di riscatto               |
| A                | Emanuel Vignato      | Chievo          | prestito                                       |

## Risultati

### Serie A

#### Girone di andata
| Arbitro: | Giua (Olbia) |

|            |           |                    |
| Veloso 36’ | Marcatori | 15’ (rig.) Sansone |

| Arbitro: | Di Bello (Brindisi) |

|               |           |  |
| Soriano 90+3’ | Marcatori |  |

| Arbitro: | Rocchi (Firenze) |

|                                 |           |                                                      |
| Donnarumma 10’, 19’ Cistana 42’ | Marcatori | 36’ Bani 56’ Palacio 60’ (aut.) Sabelli 80’ Orsolini |

| Arbitro: | Pairetto (Nichelino) |

|                    |           |                         |
| Sansone 54’ (rig.) | Marcatori | 49’ Kolarov 90+4’ Džeko |

| Genova 25 settembre 2019, ore 21:00 CEST 5ª giornata | Genoa           | 0 – 0 referto | Bologna | Stadio Luigi Ferraris (20 497 spett.)\| Arbitro: \| Massa (Imperia) \| |
| Arbitro:                                             | Massa (Imperia) |               |         |                                                                        |

| Arbitro: | Giua (Olbia) |

|           |           |  |
| Okaka 27’ | Marcatori |  |

| Arbitro: | Orsato (Schio) |

|                        |           |                   |
| Krejčí 21’ Palacio 31’ | Marcatori | 23’, 39’ Immobile |

| Arbitro: | Irrati (Pistoia) |

|                        |           |               |
| Ronaldo 19’ Pjanić 54’ | Marcatori | 26’ L. Danilo |

| Arbitro: | Doveri (Roma 1) |

|                      |           |                |
| Palacio 48’ Bani 78’ | Marcatori | 64’ Gabbiadini |

| Arbitro: | Sacchi (Macerata) |

|                                 |           |                                          |
| João Pedro 48’, 83’ Simeone 72’ | Marcatori | 23’ (rig.) Santander 90+1’ (aut.) Faragò |

| Arbitro: | La Penna (Roma 1) |

|             |           |                          |
| Soriano 59’ | Marcatori | 75’, 90+2’ (rig.) Lukaku |

| Arbitro: | Piccinini (Forlì) |

|                          |           |              |
| Caputo 34’, 75’ Boga 68’ | Marcatori | 70’ Orsolini |

| Arbitro: | Abisso (Palermo) |

|                            |           |                             |
| Palacio 40’ Džemaili 90+5’ | Marcatori | 17’ Kulusevski 71’ Iacoponi |

| Arbitro: | Pasqua (Tivoli) |

|              |           |                            |
| Llorente 41’ | Marcatori | 58’ Skov Olsen 80’ Sansone |

| Arbitro: | Chiffi (Padova) |

|                                         |           |                                                 |
| Hernández 40’ (aut.) Sansone 84’ (rig.) | Marcatori | 15’ (rig.) Piątek 32’ Hernández 46’ Bonaventura |

| Arbitro: | Massa (Imperia) |

|                      |           |                  |
| Palacio 12’ Poli 53’ | Marcatori | 60’ Malinovs'kyj |

| Arbitro: | Abisso (Palermo) |

|                          |           |                               |
| Babacar 85’ Farias 90+1’ | Marcatori | 43’, 66’ Orsolini 56’ Soriano |

| Arbitro: | Valeri (Roma) |

|                |           |             |
| Orsolini 90+4’ | Marcatori | 27’ Benassi |

| Arbitro: | Piccinini (Forlì) |

|               |           |  |
| Berenguer 11’ | Marcatori |  |

#### Girone di ritorno
| Arbitro: | Ayroldi (Molfetta) |

|          |           |            |
| Bani 20’ | Marcatori | 81’ Borini |

| Arbitro: | Fabbri (Ravenna) |

|                    |           |                                          |
| Petagna 23’ (rig.) | Marcatori | 24’ (aut.) Vicari 59’ Barrow 63’ A. Poli |

| Arbitro: | Doveri (Roma) |

|                       |           |                        |
| Orsolini 43’ Bani 89’ | Marcatori | 36’ (rig.) Torregrossa |

| Arbitro: | Guida (Torre Annunziata) |

|                                   |           |                              |
| Denswil 22’ (aut.) Mxit'aryan 72’ | Marcatori | 16’ Orsolini 26’, 51’ Barrow |

| Arbitro: | Massa (Imperia) |

|  |           |                                               |
|  | Marcatori | 28’ Soumaoro 44’ Sanabria 90’ (rig.) Criscito |

| Arbitro: | Pasqua (Tivoli) |

|               |           |           |
| Palacio 90+2’ | Marcatori | 33’ Okaka |

| Arbitro: | Abisso (Palermo) |

|                             |           |  |
| Luis Alberto 18’ Correa 21’ | Marcatori |  |

| Arbitro: | Rocchi (Firenze) |

|  |           |                               |
|  | Marcatori | 23’ (rig.) Ronaldo 36’ Dybala |

| Arbitro: | Doveri (Roma) |

|               |           |                                |
| Bonazzoli 88’ | Marcatori | 72’ (rig.) Barrow 74’ Orsolini |

| Arbitro: | Sacchi (Macerata) |

|              |           |             |
| Barrow 45+3’ | Marcatori | 46’ Simeone |

| Arbitro: | Pairetto (Nichelino) |

|            |           |                       |
| Lukaku 22’ | Marcatori | 74’ Juwara 80’ Barrow |

| Arbitro: | Fourneau (Roma) |

|              |           |                          |
| Barrow 90+1’ | Marcatori | 41’ Berardi 56’ Haraslín |

| Arbitro: | Mariani (Aprilia) |

|                            |           |                          |
| Kurtić 90+3’ Inglese 90+5’ | Marcatori | 3’ L. Danilo 16’ Soriano |

| Arbitro: | Piccinini (Forlì) |

|            |           |            |
| Barrow 80’ | Marcatori | 7’ Manōlas |

| Arbitro: | Massa (Imperia) |

|                                                                       |           |              |
| Saelemaekers 10’ Çalhanoğlu 24’ Bennacer 49’ Rebić 57’ Calabria 90+2’ | Marcatori | 44’ Tomiyasu |

| Arbitro: | La Penna (Roma) |

|            |           |  |
| Muriel 62’ | Marcatori |  |

| Arbitro: | Calvarese (Teramo) |

|                                    |           |                              |
| Palacio 2’ Soriano 5’ Barrow 90+3’ | Marcatori | 45+2’ Mar. Mancosu 66’ Falco |

| Arbitro: | Di Bello (Brindisi) |

|                                     |           |  |
| Chiesa 48’, 54’, 89’ Milenković 74’ | Marcatori |  |

| Arbitro: | Di Martino (Teramo) |

|              |           |          |
| Svanberg 18’ | Marcatori | 66’ Zaza |

### Coppa Italia

#### Prima fase
| Arbitro: | La Penna (Roma) |

|  |           |                                      |
|  | Marcatori | 21’ A. Poli 61’ Orsolini 64’ Palacio |

| Arbitro: | Piccinini (Forlì) |

|                                                    |           |  |
| Barák 24’ De Maio 42’ Mandragora 77’ Lasagna 90+2’ | Marcatori |  |

## Statistiche

### Statistiche di squadra
Statistiche aggiornate al 2 agosto 2020.
| Competizione | Punti | In casa | In casa | In casa | In casa | In casa | In casa | In trasferta | In trasferta | In trasferta | In trasferta | In trasferta | In trasferta | Totale | Totale | Totale | Totale | Totale | Totale | DR  |
| Competizione | Punti | G       | V       | N       | P       | Gf      | Gs      | G            | V            | N            | P            | Gf           | Gs           | G      | V      | N      | P      | Gf     | Gs     | DR  |
| ------------ | ----- | ------- | ------- | ------- | ------- | ------- | ------- | ------------ | ------------ | ------------ | ------------ | ------------ | ------------ | ------ | ------ | ------ | ------ | ------ | ------ | --- |
| Serie A      | 47    | 19      | 5       | 8       | 6       | 25      | 29      | 19           | 7            | 3            | 9            | 27           | 36           | 38     | 12     | 11     | 15     | 52     | -65    | -13 |
| Coppa Italia | -     | 0       | 0       | 0       | 0       | 0       | 0       | 2            | 1            | 0            | 1            | 3            | 4            | 2      | 1      | 0      | 1      | 3      | 4      | -1  |
| Totale       | -     | 19      | 5       | 8       | 6       | 25      | 29      | 21           | 8            | 3            | 10           | 30           | 40           | 40     | 13     | 11     | 16     | 55     | -69    | -14 |

### Andamento in campionato
| Giornata  | 1  | 2 | 3 | 4 | 5 | 6  | 7  | 8  | 9  | 10 | 11 | 12 | 13 | 14 | 15 | 16 | 17 | 18 | 19 | 20 | 21 | 22 | 23 | 24 | 25 | 26 | 27 | 28 | 29 | 30 | 31 | 32 | 33 | 34 | 35 | 36 | 37 | 38 |
| --------- | -- | - | - | - | - | -- | -- | -- | -- | -- | -- | -- | -- | -- | -- | -- | -- | -- | -- | -- | -- | -- | -- | -- | -- | -- | -- | -- | -- | -- | -- | -- | -- | -- | -- | -- | -- | -- |
| Luogo     | T  | C | T | C | T | T  | C  | T  | C  | T  | C  | T  | C  | T  | C  | C  | T  | C  | T  | C  | T  | C  | T  | C  | C  | T  | C  | T  | C  | T  | C  | T  | C  | T  | T  | C  | T  | C  |
| Risultato | N  | V | V | P | N | P  | N  | P  | V  | P  | P  | P  | N  | V  | P  | V  | V  | N  | P  | N  | V  | V  | V  | P  | N  | P  | P  | V  | N  | V  | P  | N  | N  | P  | P  | V  | P  | N  |
| Posizione | 10 | 6 | 2 | 7 | 8 | 11 | 10 | 13 | 10 | 11 | 13 | 15 | 15 | 12 | 12 | 11 | 9  | 10 | 13 | 12 | 11 | 11 | 7  | 10 | 10 | 10 | 11 | 11 | 11 | 9  | 10 | 10 | 10 | 10 | 12 | 10 | 12 | 12 |

Fonte:  Serie A – Classifiche, su sport.sky.it, Sky Sport. URL consultato il 30 giugno 2019 (archiviato dall'url originale l'11 settembre 2014).
Legenda:

Luogo: C = Casa; T = Trasferta. Risultato: V = Vittoria; N = Pareggio; P = Sconfitta.

### Statistiche dei giocatori
| Giocatore     | Serie A  | Serie A | Serie A     | Serie A    | Coppa Italia | Coppa Italia | Coppa Italia | Coppa Italia | Totale   | Totale | Totale      | Totale     |
| Giocatore     | Presenze | Reti    | Ammonizioni | Espulsioni | Presenze     | Reti         | Ammonizioni  | Espulsioni   | Presenze | Reti   | Ammonizioni | Espulsioni |
| ------------- | -------- | ------- | ----------- | ---------- | ------------ | ------------ | ------------ | ------------ | -------- | ------ | ----------- | ---------- |
| A. Baldursson | 7        | 0       | 0           | 0          | -            | -            | -            | -            | 7        | 0      | 0           | 0          |
| M. Bani       | 27       | 4       | 12          | 1          | 0            | 0            | 0            | 0            | 27       | 4      | 12          | 1          |
| M. Barrow     | 18       | 9       | 1           | 0          | -            | -            | -            | -            | 18       | 9      | 1           | 0          |
| S. Breza      | 0        | -0      | 0           | 0          | -            | -            | -            | -            | 0        | -0     | 0           | 0          |
| F. Bonini     | 1        | 0       | 0           | 0          | -            | -            | -            | -            | 1        | 0      | 0           | 0          |
| G. Cangiano   | 3        | 0       | 0           | 0          | -            | -            | -            | -            | 3        | 0      | 0           | 0          |
| G. Corbo      | 2        | 0       | 1           | 0          | 1            | 0            | 1            | 0            | 3        | 0      | 2           | 0          |
| A. da Costa   | 1        | -1      | 0           | 0          | 1            | -4           | 1            | 0            | 2        | -5     | 1           | 0          |
| Danilo        | 30       | 2       | 10          | 1          | 1            | 0            | 0            | 0            | 31       | 2      | 10          | 1          |
| M. Destro     | 5        | 0       | 1           | 0          | 2            | 0            | 0            | 0            | 7        | 0      | 1           | 0          |
| S. Denswil    | 26       | 0       | 6           | 1          | 2            | 0            | 0            | 0            | 28       | 0      | 6           | 1          |
| M. Dijks      | 13       | 0       | 3           | 0          | 1            | 0            | 0            | 0            | 14       | 0      | 3           | 0          |
| N. Domínguez  | 15       | 0       | 1           | 0          | -            | -            | -            | -            | 15       | 0      | 1           | 0          |
| B. Džemaili   | 14       | 1       | 1           | 0          | 0            | 0            | 0            | 0            | 14       | 1      | 1           | 0          |
| M. Juwara     | 7        | 1       | 1           | 0          | 1            | 0            | 1            | 0            | 8        | 1      | 2           | 0          |
| Kingsley M.   | 1        | 0       | 0           | 0          | 1            | 0            | 1            | 0            | 2        | 0      | 1           | 0          |
| L. Krejčí     | 14       | 1       | 1           | 0          | 1            | 0            | 0            | 0            | 15       | 1      | 1           | 0          |
| I. Mbaye      | 20       | 0       | 5           | 0          | 1            | 0            | 0            | 0            | 21       | 0      | 5           | 0          |
| G. Medel      | 23       | 0       | 10          | 1          | 1            | 0            | 0            | 0            | 24       | 0      | 10          | 1          |
| R. Orsolini   | 37       | 8       | 3           | 0          | 2            | 1            | 0            | 0            | 39       | 9      | 3           | 0          |
| R. Palacio    | 35       | 7       | 5           | 0          | 1            | 1            | 0            | 0            | 36       | 8      | 5           | 0          |
| A. Poli       | 28       | 2       | 5           | 0          | 2            | 1            | 1            | 0            | 30       | 3      | 6           | 0          |
| N. Paz        | 3        | 0       | 1           | 0          | 1            | 0            | 0            | 0            | 4        | 0      | 1           | 0          |
| D. Ruffo Luci | 1        | 0       | 0           | 0          | -            | -            | -            | -            | 1        | 0      | 0           | 0          |
| N. Sansone    | 33       | 4       | 6           | 0          | 1            | 0            | 0            | 0            | 34       | 4      | 6           | 0          |
| F. Santander  | 24       | 1       | 6           | 0          | 1            | 0            | 0            | 0            | 25       | 1      | 6           | 0          |
| F. Sarr       | 0        | -0      | 0           | 0          | 0            | -0           | 0            | 0            | 0        | -0     | 0           | 0          |
| J. Schouten   | 19       | 0       | 6           | 1          | 1            | 0            | 1            | 0            | 20       | 0      | 7           | 1          |
| Ł. Skorupski  | 37       | -64     | 2           | 0          | 1            | -0           | 0            | 0            | 38       | -64    | 2           | 0          |
| A. Skov Olsen | 26       | 1       | 2           | 0          | 0            | 0            | 0            | 0            | 26       | 1      | 2           | 0          |
| R. Soriano    | 29       | 5       | 4           | 2          | 1            | 0            | 0            | 0            | 30       | 5      | 4           | 2          |
| M. Svanberg   | 25       | 1       | 2           | 0          | 2            | 0            | 0            | 0            | 27       | 1      | 2           | 0          |
| T. Tomiyasu   | 29       | 1       | 8           | 0          | 1            | 0            | 0            | 0            | 30       | 1      | 8           | 0          |

## Giovanili

### Organigramma
- Responsabile: Daniele Corazza
- Responsabile Scuola Calcio e segreteria Settore Giovanile: Valerio Chiatti
- Direttore sportivo Primavera: Riccardo Bigon
- Responsabile scouting: Marco Di Vaio
- Coordinatore staff tecnici: Paolo Magnani
- Coordinatore tecnico attività di base: Alessandro Ramello
- Coordinatore preparatori dei portieri: Gianluca Pagliuca
- Collaboratore preparatori dei portieri: Ferdinando Coppola

Area tecnica - Primavera
- Allenatore: Emanuele Troise
- Allenatore in seconda: Diego Pérez
- Collaboratore tecnico: Filippo Ceglia
- Team manager: Pierangelo Guadagnini
- Preparatore atletico: Alberto Olianas
- Preparatore portieri: Gianluca Pagliuca

- Allenatore: Luca Vigiani
- Collaboratore tecnico: Massimo Ventura
- Preparatore Atletico: Mattia Bigi
- Preparatore portieri: Andrea Sentimenti

Area tecnica - Under 16
- Allenatore: Denis Biavati
- Collaboratore: Andrea Bellucco
- Preparatore atletico: Giuseppe Baglio
- Preparatore portieri: Andrea Sentimenti

Area tecnica - Under 15
- Allenatore: Francesco Morara
- Collaboratore: Francesco Della Rocca
- Preparatore atletico: Lorenzo Pitino
- Preparatore portieri: Oriano Boschin

Area tecnica - Under 14
- Allenatore: Juan Solivellas
- Preparatore portieri: Oriano Boschin

Area tecnica - Under 13
- Allenatore: Marco Bertacchi

### Piazzamenti
- Primavera:
  - Campionato: 9º[84]
  - Coppa Italia: ottavi di finale[84]
- Under 17: 
  - Campionato: 5º[84]
- Under 16:
  - Campionato: 2º[84]
- Under 15:
  - Campionato: 4º[84]